# Geppo il folle
Pour plus de détails, voir Fiche technique et Distribution.
Geppo il folle est un film musical italien réalisé par Adriano Celentano et sorti en 1978.

## Synopsis
Geppo est un chanteur à succès, idolâtré en Italie et également célèbre en Europe, qui veut percer en Amérique où vit son idole, Barbra Streisand, la seule au monde qu'il considère comme son égale. Mais il ne connaît pas l'anglais. Il se tourne donc vers une séduisante professeure d'anglais, Gilda, qui lui donne quelques cours. Chaque fois que Geppo se présente en classe, les étudiantes tombent littéralement à ses pieds ; seule Gilda semble lui résister.
Pendant ce temps, il s'attire l'aversion de trois jeunes hommes qui tentent de le tuer et semblent d'abord y parvenir. Pour leur résister, il commence à leur faire un discours ; il fait même une sorte de sermon sur la montagne, mais personne ne le suit. Mais dès qu'il commence à chanter, tout le monde devient fou de lui.
Il gagne également l'amour de Gilda, qui a toujours eu des sentiments pour lui. Gilda, cependant, veut qu'il reste avec elle et ne parte pas en Amérique. Geppo décide tout de même de partir. Alors que les photographes l'immortalisent sur les marches de l'avion sur le point de s'envoler, il prend l'hôtesse dans ses bras et l'embrasse, montrant ainsi qu'il place le succès au-dessus de tout. 

## Fiche technique
- Titre original italien : Geppo il folle[1]
- Réalisateur : Adriano Celentano
- Scénario : Adriano Celentano
- Photographie : Alfio Contini
- Montage : Adriano Celentano
- Musique : Adriano Celentano, Tony Mimms (it)
- Décors : Enrico Tovaglieri (it)
- Costumes : Elena Mannini
- Société de production : Clan Celentano Produzioni Musicali e Cinematografiche
- Pays de production :  Italie
- Langue originale : italien
- Format : Couleurs par Technicolor
- Durée : 118 minutes
- Genre : Comédie musicale
- Dates de sortie :
  - Italie : 1978 (visé délivré le 20 décembre 1978[1])

## Distribution
- Claudia Mori : Gilda
- Adriano Celentano : Geppo
- Iris De Santis : la mère de Geppo
- Marco Columbro : disc-jockey
- Gino Santercole : journaliste
- Loredana Del Santo : étudiante
- Jennifer Lanvin : Marcella
- Raffaele Di Sipio : le vieux Raf
- Memo Dittongo : le deuxième journaliste
- Miki Del Prete : l'impresario
- Rodolfo Magnaghi : Rudy
- Anthony Rutherford Mimms : le chef d'orchestre